# Aitziber Irigoras
Aitziber Irigoras Alberdi (Durango, Vizcaya, 9 de septiembre de 1973) es una política española de ideología nacionalista vasca.
Fue alcaldesa de Durango desde el 8 de mayo de 2008 hasta el 15 de junio de 2019, cuando fue sustituida por Ima Garrastatxu, la candidata de EH Bildu. Fue designada alcaldesa tras la muerte del anterior alcalde Juan José Ziarrusta, de su mismo partido PNV, donde ella era teniente de alcalde, y durante la enfermedad de su predecesor, fue alcaldesa en funciones. El 8 de mayo de 2008 en un pleno extraordinario fue designada alcaldesa con el único apoyo de su partido frente a la candidatura de ANV siendo esta la segunda opción con 3 votos.

## Biografía
Trabaja como profesora en la Universidad siendo doctorada en derecho por la Universidad de Deusto, ejerció durante cinco años como concejala de Durango y teniente de alcalde hasta que accedió a la alcaldía en 2008 tras el fallecimiento de Juan José Ziarrusta con los votos de su partido. En 2011 revalido su título en las urnas con 4649 votos a favor (el 33.91 % de los votos) con un total de 8 concejales.
En 2015 volvió a obtener la confianza en las urnas consiguiendo un total de 5089 votos (36.98 %) con 8 concejales y llegó a la alcaldía gracias a los dos votos favorables del PSE-EE gracias al acuerdo obtenido entre ambas formaciones por la investidura y la legislatura. Pilar Ríos del PSE-EE es primera teniente de alcalde y regidora de Acción social.
Se presentó en la lista por Bizkaia de PNV a las elecciones al Parlamento Vasco del 25 de septiembre de 2016 sin haber conseguido escaño. El 15 de febrero de 2018 anunció ante los medios su intención de no repetir como candidata por el PNV para la alcaldía de Durango una vez convocadas las elecciones municipales para 2019 dadas las malas predicciones para el partido.
- Datos: Q14132158
- Multimedia: Aitziber Irigoras / Q14132158